# Aljibe de La Almadraba de Monteleva
El Aljibe de la Almadraba de Monteleva es un aljibe situado en la localidad homónima. Está protegido como Bien de Interés Cultural desde el 2001.

## Historia
Aljibe construido en 1907 para abastecer de agua a la vivienda anexa. Se trata de un aljibe de bóveda que ha conservado únicamente su elemento principal, perdiendo la balsa de decantación, la acequia de captación y el abrevadero. Dispone de una puerta para acceso al interior.

## Protección
En el año 2001, es declarado Bien de Interés Cultural con su inscripción en el Catálogo General del Patrimonio Histórico Andaluz, junto a más de un centenar de elementos etnológicos del Parque Natural de Cabo de Gata-Níjar. La Resolución de 23 de enero de 2001, de la Dirección General de Bienes Culturales establecía la protección de molinos de viento, molinas, aljibes, norias y molinos hidráulicos con la inscripción en el Catálogo, entrando en vigor con su inscripción en el BOJA en febrero de ese mismo año.